# Egernførde danske Kirke

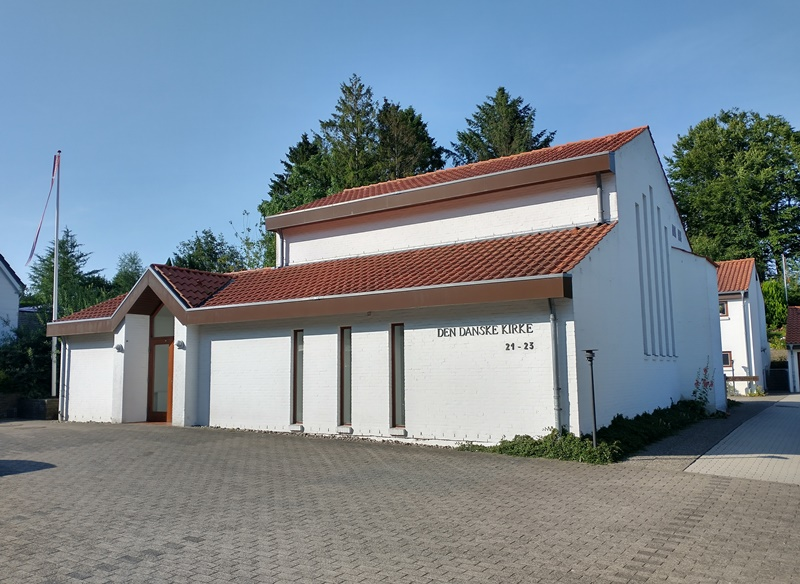
Egernførde Danske Kirke

Egernførde danske Kirke är församlingskyrka för den danskspråkiga församlingen i Egernførde i Schleswig-Holstein. Den sorterar under Dansk Kirke i Sydslesvig.
Kyrkan, som har 60 sittplatser, invigdes 1985. Den ligger i stadsdelen Borreby. 